# Землянникова, Людмила Андреевна
Людмила Андреевна Землянникова — советский партийный и профсоюзный деятель.

## Биография
Родилась в 1923 году. Член КПСС с 1943 года.
В 1941—1986 гг.:
- комсомольский, советский и партийный работник в городе Москве,
- 1964-1967 первый секретарь Москворецкого райкома КПСС,
- С 1967- на профсоюзной работе в Москве в аппарате ВЦСПС,
- 26.4.1971-4.7.1986 секретарь ВЦСПС.

Член Комитета по Ленинским и Государственным премиям СССР.
Избиралась депутатом Верховного Совета РСФСР 8-го, 9-го и 10-го созывов. Делегат XXIII и XXV-XXVII съездов КПСС.
По состоянию на 2013 год жила в Савёловском муниципалитете Москвы.